# パッツィ・ケンジット

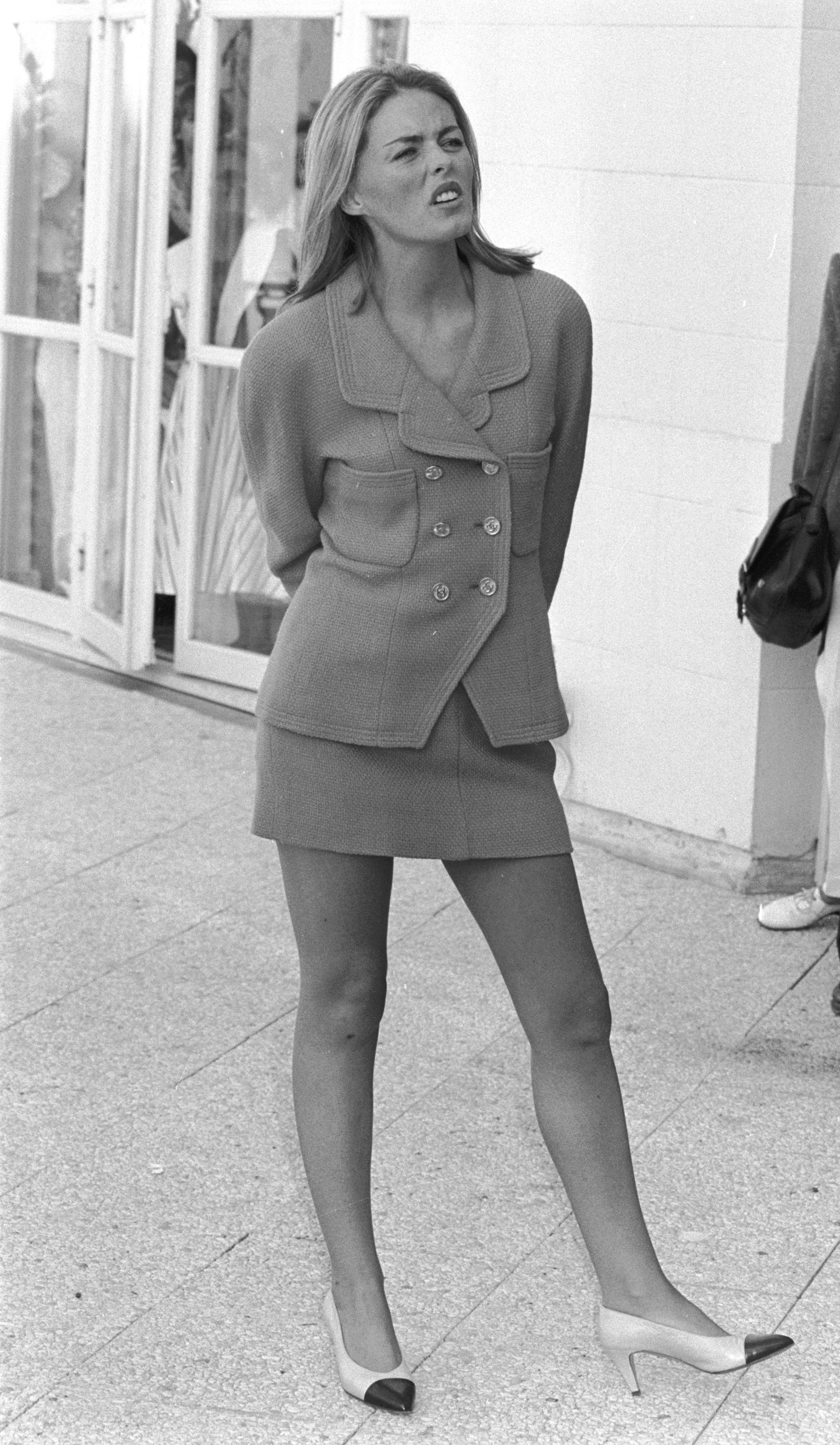
パッツィ・ケンジット

パッツィ・ケンジット（Patsy Kensit、本名：Patricia Jude Frances Kensit、1968年3月4日 - ）は、イギリスの女優・歌手。ミドルセックス・ハウンズロー出身。

## 経歴
幼少の頃から子役として雑誌やCMに出演、1972年、『For the Love of Ada』で映画デビューした。 その後『華麗なるギャツビー』、エリザベス・テーラー主演のミュージカル映画『青い鳥』のミチル役やハリソン・フォード主演の『ハノーバー・ストリート 哀愁の街かど』、1979年の日本映画『ベルサイユのばら』（オスカルの幼少時代）などにも出演した。
1985年に兄ジェイミーが結成したバンド、エイス・ワンダーにリードヴォーカルとして加入し、翌年『ステイ・ウィズ・ミー』でデビューした。デビュー曲は本国イギリスではほとんど話題にならなかったが、イタリアや日本で大ヒットした。日本では、『MTV』などのPV番組が続々放送を開始した時期と重なり、PVで超ミニスカートを着用して歌うパッツィがアイドル的な扱いをされて人気が高まり、洋楽チャート1位を獲得した。歌手デビューと同時期に映画『ビギナーズ』にデヴィッド・ボウイらと出演し、こちらも話題になった。
1988年、パーティーで知り合ったペット・ショップ・ボーイズに書き下ろしてもらった『モンマルトルの森』でイギリスでもようやくヒットした。初のアルバム『クロス・マイ・ハート』も発表し、順調にバンド活動を継続するかと思いきや、これ以降リリースはなく、実質解散状態となっている。
1989年公開の映画『リーサル・ウェポン2/炎の約束』へ出演し、ハリウッドに進出、世界的な女優として期待されるが、これ以降ヒット作品に恵まれていない。その後、イギリスに戻りテレビのコメディー番組などで人気者となっている。

## 私生活
父親はロンドンで悪名高いKray twins（クレイ兄弟）とも交友のあったギャングであった。パッツィが生まれる前に獄中にいた。母親はアイルランド系。
恋多き女性として有名で、結婚・離婚を4度繰り返している。（1988年から1991年までダン・ドノヴァン、1992年から1996年までジム・カー、1997年から2000年はリアム・ギャラガー）3人共それぞれバンドマンである。カーとギャラガーの間にはそれぞれ1子ずつ儲ける。2009年4月にDJのジェレミー・ヒーリーと4度目の結婚をしたが、2010年2月に離別した。
女優のエリザベス・ハーレイとは親友で、映画でも共演している。ハーレイの息子の名付け親でもある。